# 迈克尔·鲍威尔
迈克尔·鲍威尔（Michael Kevin Powell，1963年3月23日—）是美国律师和说客，是前国务卿科林·鲍威尔的儿子，曾于1997年11月3日接受美国总统比尔·克林顿的任命出任联邦通信委员会成员，並於2001年至2005年担任联邦通信委员会第24任主席。自卸任以来，鲍威尔一直担任宽带行业贸易协会 & 国家电缆和电信协会(NCTA) 的主席。